# Šušelj Brijeg
Šušelj Brijeg is een plaats in de gemeente Krapina in de Kroatische provincie Krapina-Zagorje. De plaats telt 8 inwoners (2001).